# Cacoplistes derelictus
Cacoplistes derelictus är en insektsart som beskrevs av Andrej Vasiljevitj Gorochov 2003. Cacoplistes derelictus ingår i släktet Cacoplistes och familjen syrsor. Inga underarter finns listade i Catalogue of Life.